# 山田法胤
山田 法胤（やまだ ほういん、1940年12月5日 - ）は、日本の僧侶、法相宗管長・薬師寺管主。岐阜県本巣郡根尾村生まれ。
1956年薬師寺に入山、橋本凝胤に師事。1964年龍谷大学文学部仏教学科卒業、同年厚生省慰霊団団員として、アッツ島ほか戦跡各地を巡拝。1971年薬師寺執事、1990年奈良喜光寺住職、1998年薬師寺執事長、2003年薬師寺副住職、2009年薬師寺管主、法相宗管長。2016年8月より、薬師寺長老。

## 著書
- 『仏陀の風景 永遠の教えを求めて』フジタ、1986
- 『生活に生きる佛教語』善本社、2000
- 『佛法はまるいこころの教えなり 心の田んぼを耕す』善本社、2003
- 『こころを耕す 仏法はまるいこころの教えなり』経済界、2005
- 『あなたに伝えたい「生き方」がある 心しなやかに心豊かに生き抜く仏法の教え』経済界、2006
- 『喜光寺 行基終焉の古刹』柳原出版、2007
- 『迷いを去る百八の智慧』講談社、2009
- 『ブッダに学ぶとらわれない生き方』アスコム、2011

### 共著
- 『薬師寺』高田好胤共著、学生社、1980
- 『古寺巡礼奈良 9 薬師寺』平山郁夫共著、淡交社、2010

## 参考
- 薬師寺[リンク切れ]
- セブンネット[リンク切れ]